# Calpocalyx ngounyensis
Calpocalyx ngounyensis är en ärtväxtart som beskrevs av François Pellegrin. Calpocalyx ngounyensis ingår i släktet Calpocalyx och familjen ärtväxter. Inga underarter finns listade i Catalogue of Life.